# Musée Cernuschi
Musée Cernuschi je městské muzeum asijského umění v Paříži. Nachází se na Avenue Vélasquez č. 7 v 8. obvodu. Specializuje se na umění Dálného východu – Čína, Japonsko a Korea. Vzniklo z daru, které finančník Henri Cernuschi (1821-1896) odkázal městu Paříži. Návštěvnost je zhruba 60 000 návštěvníků ročně.

## Historie
V roce 1896 odkázal bankéř Henri Cernuschi svou soukromou sbírku uměleckých předmětů, ze které bylo v roce 1898 otevřeno druhé muzeum asijského umění ve Francii. Muzeum se usídlilo v bankéřově paláci, který postavil architekt William Bouwens van der Boijen (1834–1907).
Muzeum bylo v letech 2001–2005 renovováno.

## Sbírky
Muzeum uchovává přes 12 000 uměleckých děl původem z Asie. Nejvýznamnější je sbírka malířů působících na dvoře Čínské říše od dynastie Ming (1368–1644) po dynastii Čching (1644–1911). Přes 900 děl je vystaveno ve stálé expozici.